# Hamodes attacicola
Hamodes attacicola là một loài bướm đêm trong họ Noctuidae.